# Murafa, Șarhorod
Murafa este localitatea de reședință a comunei cu același nume din raionul Șarhorod, regiunea Vinița, Ucraina.